# 扬·丁卡
扬·丁卡（羅馬尼亞語：Ion Dincă；1928年11月3日—2007年1月9日），罗马尼亚共产党中央政治执行委员会委员，罗马尼亚第一副总理、经济和社会发展最高委员会副主席，中将军衔。尼古拉·齐奥塞斯库最亲密的助手之一。

## 生平
1928年，出生于登博维察县郭比亚乡的工人家庭。1940年，在格耶什蒂的贸易商从事会计工作。1942年，在弗格拉什化工厂当车床学徒工。1947年，加入罗马尼亚共产党，从事工人运动。1948年，参军入伍，分配到驻布拉索夫第4高射炮兵团。1949年，在伊内乌第一军事政治学校学习。1950年，任罗马尼亚人民军陆军第1山地师第3通信营政治委员。
1950年，晋升上尉。1951年，晋升大尉，任克拉约瓦军区政治部组织和训练部主任。5月，任总政治部党和共青团档案记录管理办公室主任、总政治部组织部副部长。1952年，晋升为少校。1954年，晋升为中校，任罗马尼亚最高法院陪审员。10月，在布加勒斯特指挥和参谋学院学习。1955年，任罗马尼亚人民军第81防空部队政治部主任。
1957年，调至党中央委员会行政机关部任指导员。1958年，任罗马尼亚工人党中央组织局驻武装部队部和内务部的党务工作组组长。1959年，晋升为上校。1960年，任罗马尼亚武装部队总政治部主任。1961年，晋升为人民军少将。1964年，任新设立的罗马尼亚武装部队最高政治委员会书记。1965年，在罗马尼亚国防大学—诸兵种联合学院学习。1968年，任国务委员会主席军事顾问。8月，任罗马尼亚共产党中央委员会军事部副部长，负责监控国防部、内务部、国家安全委员会和司法部。1969年，为罗共中央候补中央委员。8月，晋升中将。1970年，任罗马尼亚共产党中央军事部第一副部长，负责监控内务部、国家安全委员会、司法部和总检察院。
1971年，任罗马尼亚共产党中央军事部长。1972年，任罗马尼亚共产党中央委员、中央书记处书记，主管军事、公、检、法工作。10月，任罗马尼亚社会主义共和国国防委员会委员。1973年，被解除中央书委员会书记职务，调任罗马尼亚共产党阿尔杰什县委员会第一书记兼阿尔杰什县人民委员会执行委员会主席。1976年，任罗马尼亚共产党布加勒斯特市委员会第一书记兼布加勒斯特市人民委员会执行委员会主席。
1976年，任罗马尼亚社会主义共和国国务委员会委员。1977年，布加勒斯特地震后领导抗震救灾和灾后重建。1978年，任罗共中央和国家城镇和农村地区土地规划执行委员会副主席兼布加勒斯特城市建设和规范化执行委员会主席。1979年，任罗马尼亚社会主义共和国政府副总理兼工业建筑部部长。1980年，任罗马尼亚社会主义共和国政府第一副总理，分管工业、农业和建筑。1980年，兼任投资活动协调委员会主席和电力和供热、地质、石油等部门工作协调委员会主席。1981年，任全国劳动人民委员会副主席。1982年，任全国农业、林业、食品工业和水利管理委员会主席、经济和社会发展最高委员会副主席。1988年，兼任罗共中央国际关系和国际经济合作事务委员会主席。5月，任中央物资和原材料生产和开发流程现代化和组织委员会主席。
1989年，罗马尼亚革命，遭到逮捕。1990年，布加勒斯特特别军事法庭判处无期徒刑，没收全部财产并缴纳诉讼费用。1993年，被最高法院减刑为有期徒刑15年零7个月。1994年，因健康原因被释放。2007年，因中风逝世。